# Kilburn and the High Roads
Kilburn and the High Roads war eine britische Rock-and-Roll-Band, die 1970 durch Ian Dury gegründet wurde. Es war die erste Band Durys. Die Gruppe veröffentlichte zwei Alben, bevor sie sich 1977 wieder auflöste. Im direkten Nachgang gründete Ian Dury die weitaus bekanntere Band The Blockheads.
Kilburn and the High Roads war in den frühen 1970er Jahren eine der meistspielenden Bands in der Londoner Pub-Rock-Szene. Gleichzeitig war die Formation der Beginn des Kults um Songwriter und Schauspieler Ian Dury, der später ein wichtiger Vertreter des New Wave werden sollte und mit der Band Ian Dury and the Blockheads internationale Erfolge sowie einen Nummer-eins-Hit verbuchen konnte.

## Geschichte
Dury gründete Kilburn and the High Roads im Jahr 1970. Zu dieser Zeit war er als Dozent am Canterbury College of Art tätig. Die Band bestand die meiste Zeit aus Ian Dury als Sänger und Songschreiber, Russell Hardy als Pianisten, Nick Cash (Keith Lucas) als Gitarristen und Humphrey Ocean als Bassisten.
Ihr erstes Konzert spielten sie im Dezember 1971 in der Croydon School of Art in London. Zu dieser Zeit klang ihr Sound nach üblichem Rock ’n’ Roll, wobei sie bereits Elemente des R&B, Jazz und Reggae verwendeten und die Bandmitglieder teilweise in der Herangehensweise der Neuen Improvisationsmusik geübt waren (Khan, Hardy, Hart und Day spielten auch in theatralischen Improvisationsensembles wie der People Band). Unterstützt wurde dieser Sound durch Durys Cockney-Akzent, den er all die Zeit beibehielt. Nicht zuletzt durch diesen Akzent und Ian Durys leichte körperliche Einschränkung, basierend auf einer frühen Kinderlähmung, waren sie laut ihrem Manager Dave Robinson ein interessanter Act: „Sie waren viel theatralischer und sahen aus wie eine Zirkustruppe. Und es war vor allem Ian Dury, der sein Art School-Ding durchzog und auf der Bühne Music Hall Theater und Comedy veranstaltete.“
Nach ersten Umbesetzungen spielten sie 1973 regelmäßige Konzerte in allen gängigen Londoner Pubs und wurden immer bekannter, zumindest in jener Szene der beginnenden 1970er. Im Juli 1973 unterzeichneten sie auch einen Vertrag bei Raft, einem Unterlabel von Warner. Ebenfalls in dieser Zeit kam Gitarrist Keith Lucas (spielte später bei der Punkrockband 999) zur Gruppe. Kilburn and the High Roads komponierten und produzierten zu dieser Zeit, um 1974, ein komplettes Album, welches allerdings dem Ende von Raft zum Opfer fiel und nie veröffentlicht wurde.
Das Debütalbum Handsome erschien im Jahr 1975. Damals galt die Gruppe für viele Musikkritiker „als die beste englische Live-Band jener Tage. Die Kilburns machten keine Gefangenen.“ Leider erhielt das Album nicht die Aufmerksamkeit, die eine Veröffentlichung ein oder zwei Jahre früher hätte bringen können.
Das zweite Album der Band wurde 1977 veröffentlicht, es trägt den Titel Wotabunch!. Nach der Veröffentlichung dieses Albums löste sich die Band auf. Ian Dury gründete noch im selben Jahr die Band Ian Dury and The Blockheads, mit der er wesentlich größere Erfolge feiern konnte. Im Jahr 1983 produzierte er die Best Of Compilation The Best Of Kilburn & the High Roads die ausschließlich auf den Titel der beiden Alben basiert.

## Diskografie

### Alben
- 1975 Handsome (Dawn Records)
- 1978 Wotabunch (Warner Bros. Records) Als „Kilburn and The High Roads Featuring Ian Dury“
- 1983 Upminster Kids (PRT Records, 10", Rerelease)

### Singles und EPs
- 1974 Rough Kids (Dawn Records)
- 1975 Crippled With Nerves (Dawn Records)
- 1975 The Best Of… (Bonaparte Records, 7")
- 1978 Kilburn & The High Roads featuring Ian Dury – Billy Bentley (Warner Bros. Records, 7", Single)